# Scandia minor
Scandia minor är en nässeldjursart som först beskrevs av John Fraser 1938.  Scandia minor ingår i släktet Scandia och familjen Hebellidae. Inga underarter finns listade i Catalogue of Life.